# 남시리아 공세 (2024년)
2024년 남시리아 공세는 2024년 11월 29일부터 시작된 시리아 반군의 요르단 접경 시리아 다라주와 수와이다주를 공격하면서 시작된 공세이다. 이 공격은 서북시리아 방면 공세와 연계해 다마스쿠스 방향의 다중 전선 구축을 위한 공조 작전이라고 공개적으로 발표되었다. 공세 결과 시리아군은 다마스쿠스 인근 방어를 위해 다라 시가지 주변에서 철수했다.

## 배경
2018년 7월부터 다라는 러시아가 중재한 합의에 따라 공식적으로는 시리아 정부군의 통제 하에 있었다. 하지만 다라알발라드와 서부 농촌 지역을 중심으로 완벽히 정부군의 세력이 뻗어나가진 못했으며 곳곳에서 군벌의 반발이 이어지고 있다.

## 계획
북서시리아 공세가 시작된 이후 시리아 남부에 소재한 반군은 "하우란 동쪽 지역의 혁명가와 자유투사"라는 이름으로 공개 성명을 발표하고 북부 반군과의 군사 활동 공조 계획을 발표했다. 반군 단체는 양면 공격 작전 계획을 실시해 특히 북부 및 남부 반군의 동시 압박으로 다마스쿠스를 향해 목표로 삼았다. 다라주를 중심으로 한 남부 반군 운동은 여러 세력이 참여하는 조직적인 군사 체계를 구축했다. 현지 언론 매체인 《다라 24》는 지역 내 정부군 시설과 여러 검문소를 표적으로 한 작전 계획을 공격했다.
2024년 11월 29일부터 반군은 남부 전선 전역, 특히 다라와 수와이다주를 중심으로 시리아 정부군 시설을 향한 작전을 시작했다. 군사 활동은 주로 검문소와 보안군 진지를 포함한 정부 안보 인프라를 표적으로 삼았다. 다라 북쪽의 인킬에서는 반군이 시리아 보안군 본부를 포위했다. 그와 동시에 수와이다의 공군 정보 시설을 향한 로켓 공격도 이루어졌다.
시리아인권관측소(SOHR)는 신원 미상의 전투원이 수와이다주 동부 옴샤마 마을 인근에서 시리아 정부군을 향해 총격을 가해 타르투스 출신 정부군 중위 1명이 사망하고 2명이 부상을 입었다. 11월 30일에는 SOHR에 따르면 또 다른 시리아군 중위와 베두인 부족원 3명이 반정부군의 총에 맞아 사망했다. 또한 SOHR은 다라 서부 타파스에서 지역 무장단체 지휘관 1명이 총격으로 사망하고 다른 한 명이 부상을 입었다고 보고했다.
11월 30일부터 시리아 정부군은 시리아 남부의 전략 도시인 다라에 대규모 병력을 배치하기 시작했다. 군 지도부는 특히 시리아 남부 영토 내에 활동하는 무장 조직과 관련된 우려를 해결하기 위한 지속적인 군사 안보 작전의 일환으로 병력을 배치했다고 말했다. 시리아군 총사령부는 이 작전에 대한 공식 성명을 발표하고 군대가 이 지역의 "테러리스트 단체"와 교전하기 위해 대응 작전을 실행하고 있다고 발표했다.

## 공세
12월 6일 가바깁, 지자, 가리야알샤르키아, 인킬, 바르카, 자심, 나미르, 심린을 비롯한 다라주의 여러 마을과 나십 국경초소가 현지 무장세력의 통제 하로 넘어갔다. 또한 부스라알하리르, 나와, 마하자를 포함한 여러 도시와 요르단 국경 전체가 반군 통제하에 완전히 넘어갔다.
반군은 다라주에서 두 번째로 큰 정부군 기지인 제52여단 기지를 장악했다고 주장하며 기지 인근 마을인 히라크에서는 정부군과 교전했다. 6일 밤 무렵에는 반군이 시리아 내전 시작 이후 처음으로 이즈라 시가지 외에 다라 시가지 전체를 장악했다.
수와이다에서는 반정부 시위대가 교도소, 바트당 지역당 본부, 경찰본부, 수많은 군 검문소를 포함한 안보 및 군사시설을 확보하며 도시를 완전히 통제했다. 같은 날 민간인 4명이 별도의 충돌 사건으로 사망했다.
12월 7일 아침까지 반군은 사나마인을 제외한 다라주의 90%를 장악하고 다마스쿠스로 후퇴하는 친정부군에게 안전 통로 확보를 보장했다. 이날 아침 정부군이 다마스쿠스 방면으로 철수하자 반정부군은 쿠네이트라 전역도 점령했다. 이날 이스라엘군이 UNDOF 공격을 격퇴하는 데 도움을 주었다.
한 HTS 사령관은 사나마인을 점령한 후 자신의 부대가 다마스쿠스 남쪽 길목 20 km도 떨어지지 않은 곳까지 진격했다고 밝혔다. 시리아 국영 언론은 다마스쿠스에서 다라를 향해 탄도 미사일을 발사했다고 보도했다.
12월 7일에는 다라에서 시리아 정부군의 포격으로 민간인 6명이 사망했다.

## 여파
다마스쿠스 함락 이후 이스라엘 방위군은 1974년 이후 처음으로 골란 고원에 부대를 배치하며 완충 지대를 무장했다. 또한 이스라엘군은 시리아 내 헤르몬산 방면도 점령했다.
같은 날 이스라엘군은 다라 내 여러 장소와 수와이다 북쪽 칼칼라 공군기지 창고를 최소 6회 이상 공습했다. 기지에선 밤새 정부가 대피하고 있었다. 이스라엘은 헤즈볼라로 무기가 이송되는 것을 막기 위해 공습했다고 밝혔다.

## 반응
- 요르단: 시리아 남부의 군사 작전 확대에 대응해 나십 국경초소를 폐쇄했다.[31]
- 이스라엘: 제201사단을 강화하고 추가 병력을 골란 고원에 배치했다.[32]
- 전 다라 오마리 모스크의 종교 지도자인 셰이크 아흐메드 알사야스네는 정부군과 이란 연계 민병대의 행동에 대해 필요한 대응이라며 반정부군의 군사 행동을 옹호했다.[8]